# 波氏石韦
波氏石韦（学名：Pyrrosia bonii）为水龙骨科石韦属下的一个种。

## 扩展阅读
- 維基物種上的相關：波氏石韦